# Jujols
Jujols é uma comuna francesa na região administrativa da Occitânia, no departamento dos Pirenéus Orientais. Estende-se por uma área de 10.11 km², com 44 habitantes, segundo o censo de 2018, com uma densidade de 4.4 hab/km².